# جاي س. فرانس
جاي س. فرانس (بالإنجليزية: J. C. France)‏ هو مهندس أمريكي، ولد في 1 نوفمبر 1965 في ليكلاند في الولايات المتحدة.

## وصلات خارجية
- جاي س. فرانس على موقع Racing-Reference.info (الإنجليزية)